# Lepidosaphes palauensis
Lepidosaphes palauensis är en insektsart som beskrevs av John Wyman Beardsley 1966. 
Lepidosaphes palauensis ingår i släktet Lepidosaphes och familjen pansarsköldlöss. Artens utbredningsområde är Palau. Inga underarter finns listade i Catalogue of Life.